# جانکارلو اسنیدارو
جانکارلو اسنیدارو (انگلیسی: Giancarlo Snidaro؛ زادهٔ ۲۱ سپتامبر ۱۹۵۴) سرمربی (فوتبال)، و بازیکن فوتبال اهل ایتالیا است.
از باشگاه‌هایی که در آن بازی کرده‌است می‌توان به باشگاه فوتبال رجینا، باشگاه فوتبال آلساندریا، باشگاه فوتبال آنکونا، باشگاه فوتبال پیاچنزا، و باشگاه فوتبال آتالانتا اشاره کرد.